# 三好弘
三好 弘（みよし ひろし、1932年 - 1984年）は、日本の英文学者。駒澤大学教授。
日本シェイクスピア協会に属し、シェイクスピアを生涯の研究対象とした。

## 来歴
駒澤大学英文学科教授、同学科主任を歴任。
1978年、論文「ハムレットの批判的研究」で博士号（文学、駒澤大学）取得。
日本ワイルド協会創立に参画、理事を務めた。享年52。死去の前年までシェイクスピアの関する著書を出版していた。

## 著書
単著
- 人間への問い シェイクスピア四大悲劇の人間像（1969年、世界書院）
- 断絶と孤独 シェイクスピア（1972年、朝日出版社）
- シェイクスピアにおける「甘え」の分析 付・シェイクスピアとウィット（1973年、朝日出版社）
- 英文学における古典との出合い 付・シェイクスピアとエロス（1975年、朝日出版社）
- ハムレット 正義と愛（1976年、公論社）
- 日英ことばのちがい（1978年、公論社）
- すぐつかめる英語翻訳のコツ 直訳から日本語らしい訳へ（1980年、朝日出版社）
- 素足で歩く人たち 英文学における「ふれあい」の人間学（1983年、朝日出版社）[3]
- シェイクスピアと日本人のこころ（1983年、公論社）[4]

共著
- 会話に役立つ英語表現の秘訣（1977年、ジャパンタイムズ）神崎浩共著
- 会話のためのやさしい英語表現の常識（1978年、ジャパンタイムズ）神崎浩共著

翻訳
- シェイクスピア物語（1982年、旺史社）M.チュート著
- 日本人とアメリカ人 文化的類似性及び逆説性（1982年、公論社）C.G.クリーバー著